# Zatanna
Zatanna Zatara est un personnage de fiction appartenant à l'univers de DC Comics. Créé par le scénariste Gardner Fox et le dessinateur Murphy Anderson, elle apparaît pour la première fois dans le comic book Hawkman vol. 1 #4 en 1964. Zatanna est la fille d'un grand magicien qui a, dans le passé, appris à Bruce Wayne nombre de ses tours (notamment des techniques d'évasion). Zatanna et Bruce ont eu une brève histoire d'amour avant qu'elle ne doive partir pour suivre son père et que Bruce ne devienne Batman.

## Description

### Physique
Zatanna est une fille avec des cheveux noirs et longs, des yeux bleus et des traits plutôt fins. Elle porte usuellement une tenue de magicien « classique », avec un tailleur, un chapeau haut-de-forme (dont elle peut faire jaillir des objets et se téléporter dedans) et une chemise blanche. Des bas de nylon remplacent le pantalon. Elle manie aussi une baguette magique.

### Personnalité
Zatanna est redoutable envers ses adversaires malfaiteurs. Elle a son propre show de magie où elle fait des démonstrations particulièrement surprenantes. Voilà comment elle gagne sa vie de magicienne et, à la fois, de super héroïne. Elle va travailler quelquefois avec les « battantes » suivantes : Black Canary, Huntress et Catwoman. Elles forment une super équipe féminine.

### Pouvoirs et capacités
Zatanna possède de puissants pouvoirs magiques, apparemment génétiques, puisqu'elle les tient du sang de son père. Ses capacités sont extrêmement vastes : on a pu entre autres la voir faire apparaître ou disparaître des objets, transformer des gens en animaux, se téléporter, user de télékinésie ou de télépathie… Elle se sert souvent de ses dons pour ses spectacles de magie. Elle prononce en général des formules qui sont en fait des phrases inversées, mais on a pu la voir lancer des sorts en prononçant des phrases normalement, des mots qui ne veulent rien dire, ou même sans rien dire. Dans les jeux vidéo, elle peut cracher du feu et des boules de feu sur ses adversaires, elle peut aussi les geler. Zatanna possède une baguette magique. En l'utilisant, de nouveaux sorts s'offrent à elle. La baguette magique utilise une sorte d'électricité. Zatanna a aussi le don de créer des clones d'elle-même. Elle est souvent ligotée et bâillonnée par ses ennemis pour l’empêcher de parler et donc utiliser ses formules magiques.

## Œuvres où le personnage apparaît

### Comics

#### Séries à son nom
- 1987 : Zatanna Special, #1, avec Gerry Conway au scénario et Gray Morrow aux dessins
- 1993 : Zatanna, #4, avec Lee Marrs au scénario et Esteban Maroto aux dessins
- 2003 : Zatanna : Everyday Magic, #1, avec Paul Dini au scénario et Rick Mays aux dessins
- 2004 : JLA: Zatanna's Search, TPB
- 2005 : Seven soldiers : Zatanna, #4, avec Grant Morrison au scénario et Ryan Sook aux dessins
- 2010 - 2011 :  Zatanna, #16
  - 1. The Mistress of Magic, contient Zatanna #1 à 6, avec Paul Dini au scénario, et Chad Hardin, Stéphane Roux et Jesús Saiz aux dessins
  - 2. Shades Of The Past, contient Zatanna #7 à 12, avec Adam Beechen, Paul Dini, Derek Fridolfs et Lilah Sturges au scénario, et Cliff Wu Chiang, Chad Hardin, Jamal Yaseem Igle et Stéphane Roux aux dessins
- 2014 : Black Canary and Zatanna: Bloodspell, #1, avec Paul Dini au scénario et Joe Quinones aux dessins

#### Autres apparitions
- Elle apparait souvent dans les BD de Batman, car c'est le père de Zatanna qui a montré à Batman certaines techniques d'évasion.
- Elle apparait dans les comics de la Ligue de justice d'Amérique, car elle est une membre importante du groupe.
- Elle apparaît dans le comic Young Justice 1 oú elle vient en aide à Drake.

### Films
- 2017 : Justice League Dark (vidéo) de Jay Oliva

### Télévision
- 1992 : Batman (Paul Dini, Bruce Timm, Eric Radomski, 1992-1995) avec Julie Brown (VF : Virginie Ogouz)
- 2000 : Gotham Girls (31 épisodes, Noodle Soup Productions, 2000-2002) avec Stacie Randall pour 2 épisodes
- 2001 : La Ligue des justiciers (Justice League puis Justice League Unlimited, 91 épisodes, Paul Dini, Bruce Timm, 2001-2006) avec Jennifer Hale (VF : Agnès Manoury & Dominique Westberg)
- 2009 : Smallville : Hex épisode 17 de la saison 8 diffusé le 26 mars 2009 aux États-Unis, avec Serinda Swan dans le rôle. À la suite des demandes des téléspectateurs ayant apprécié le personnage et son interprète, elle apparaît également dans l'épisode 12 de la saison 9, Icare (Warrior en VO).
- 2008 - 2011 : Batman : L'Alliance des héros (Batman: The Brave and the Bold) de James Tucker, avec Jennifer Hale (VF : Kelvine Dumour)
- 2011 - : La Ligue des Justiciers : Nouvelle Génération (Young Justice) de Greg Weisman et Brandon Vietti avec Lacey Chabert (VF : Edwige Lemoine)
- 2016 : La Ligue des justiciers : Action (Justice League Action) de Gardner Fox et Mike Sekowsky
- 2019 : Harley Quinn
- 2019 : DC Super Hero Girls (série télévisée)

### Jeux vidéo
- Elle apparait aussi dans le jeu vidéo Justice League Heroes où là encore elle côtoie Superman, Batman, Wonder Woman, Flash, Green Lantern & Martian Manhunter. Elle est doublée par Kari Wahlgren.
- Lego Batman 2: DC Super Heroes (contenu supplémentaire)
- DC Universe Online
- Injustice : Les Dieux sont parmi nous (contenu supplémentaire)
- Une affiche mentionnant Zatanna est visible à côté de l'entrée de la banque dans Batman Arkham Origins
- Infinite Crisis
- Lego Batman 3 : Au-delà de Gotham